# 17079 Lavrovsky
17079 Lavrovsky (1999 HD9) là một tiểu hành tinh vành đai chính được phát hiện ngày 17 tháng 4 năm 1999 bởi nhóm nghiên cứu tiểu hành tinh gần Trái Đất phòng thí nghiệm Lincoln ở Socorro.